# 阿克塞尔·安诺生
阿克塞尔·西古尔·安诺生（丹麥語：Axel Sigurd Andersen，1891年12月20日—1931年5月15日），丹麦前男子竞技体操运动员。他曾代表丹麦获得1912年夏季奥运会体操比赛男子团体自由式铜牌。